# Raucourt-et-Flaba
Raucourt-et-Flaba je naselje in občina v severnem francoskem departmaju Ardeni regije Šampanja-Ardeni. Leta 1999 je naselje imelo 906 prebivalcev.

## Geografija
Kraj se nahaja v pokrajini Šampanji ob 13 km južno od Sedana.

## Uprava
Raucourt-et-Flaba je sedež istoimenskega kantona, v katerega so poleg njegove vključene še občine Angecourt, Artaise-le-Vivier, La Besace, Bulson, Chémery-sur-Bar, Haraucourt, Maisoncelle-et-Villers, Le Mont-Dieu, La Neuville-à-Maire, Remilly-Aillicourt in Stonne s 3.769 prebivalci.
Kanton je sestavni del okrožja Sedan.

## Zgodovina
Naselje je bilo že v antiki znano kot rečno pristanišče.
1. ↑  »Populations légales 2016«. Nacionalni inštitut za statistične in gospodarske raziskave. Pridobljeno 25. aprila 2019.